# キティズパラダイス
『キティズパラダイス』は、テレビ東京にて1999年1月5日から2011年3月29日まで放送されたサンリオキャラクターの子供番組。通称は「キティパラ」。

## 概要
元々は、1994年10月からテレビ東京系で放送された『ハローキティとバッドばつ丸』の後継番組としてスタートした。同番組の前身は『あそぼう!! ハローキティ』であり、その前身は『大好き!ハローキティ』である。
『大好き!ハローキティ』は1993年12月からの放送開始だったが、その1か月から2か月前にテスト番組として『サンリオアニメシアター』の名前でハローキティやキキとララのアニメを全2回だけ放送をしていた。放送回数は全26回で、全編がサンリオピューロランド館内のロケ撮影だった。また、毎回共通のオープニングはアニメ（1分30秒）で始まり、キャラクター（着ぐるみ）と司会者が登場するコーナー寸劇を何パターンか行ったり、「歌のコーナー」を挟み、告知コーナーの後にエンディングとなった。毎回共通のエンディングはポチャッコとピューロフレンズが登場する、知恵の木ステージで撮影したダンス形式のエンディングだった。既にこの番組からステレオ放送が行われており、主題歌とエンディング曲を収録したシングルCDも限定枚数で発売された。
『大好き!ハローキティ』の放送終了後、CS放送のキッズステーションで再放送（ハローキティとゆかいななかま枠）が行われたが、権利の都合上、以後地上波や衛星放送では一切再放送が行われていない。また、総集編ビデオソフトが1巻だけ発売されたがこのソフト化以降、権利の都合上ソフト化は長らく見送られている。『大好き!ハローキティ』の放送終了後に『あそぼう!ハローキティ』が放送開始された。この番組から製作著作が全面的に「株式会社 サンリオ」となった。また、同番組から出演者が増えキャラクターにもセリフが付くようになった。オープニングCGと提供バック静止画の製作は株式会社エムケイであり、それらはサンリオピューロランドの姉妹パーク「ハーモニーランド」のPR番組『キティズパーティー』でも使用された。前番組『ハローキティとバッドばつ丸』開始当初も『あそぼう!ハローキティ』とほぼ同構成だったが、開始当初からハーモニーランドでの公開収録だった『キティズパーティー』スタートからしばらくして、『ハローキティとバッドばつ丸』もサンリオピューロランドでの公開収録を開始し、後を受けて始まった当番組でも最終回まで公開収録型番組として放送。開始から1年間は出演者も『ハローキティとバッドばつ丸』末期の出演者がそのまま続投した。
『Peace』からハイビジョン製作。 2009年10月6日よりアナログ放送ではレターボックス方式になった（テレビ東京以外も2010年4月までにレターポックスになった）。また字幕放送も実施している（テレビ東京・テレビ大阪のみ）。
サンリオピューロランドのメルヘンシアターで一般観客を入れて公開録画されていた（この模様は収録から2〜3週間後に放送される）が、2011年2月20日をもって公開録画は終了。これにより前身の『ハローキティとバッドばつ丸』をあわせて13年続いた公開録画は幕を下ろし、2011年3月29日放送分をもって終了した。
本番組終了で、『サンリオアニメシアター』から18年続いたサンリオの子供番組は、2017年4月にテレビ東京系列からフジテレビのBSチャンネルであるBSフジに放送局を移す形で『サンリオキャラクターズ ポンポンジャンプ!』開始までの6年間にわたり中断、テレビ東京系列のサンリオの子供番組としては2020年4月の『ファンファンキティ!』開始されるまでの9年間中断されることになった。
海外でも上陸されたことがあり、アメリカ合衆国では「Hello Kitty's Paradise」で2000年3月4日から9月16日にかけてフォックス・ファミリーチャンネル（現：フリーフォーム）で放送された。バスク地方ではETB 3で「HELLO KITTY」というタイトルで放送されたことがある。台湾ではMOMO電視台で「凱蒂貓樂園」というタイトルで放映されていたことがあり、OPには「バルーンにのって」、EDには「すてきなおひるね」が日本語のまま使われた。

## スポンサー
- トーホー
- カワグチ

など

## 放送内容
以下に記載されている放送内容は2011年3月現在のものとなっている。
- オープニング「あたらしいいちにち」（2008年10月7日〜2011年3月29日）
- 歌のコーナー（テレビ放映用と公開録画の2つを放送）
- おまかせ!キティズカフェ（2010年10月5日〜2011年3月29日）
- ダニエル・ブログ（2010年10月5日〜2011年3月29日）
- フォトパラ（不定期）
- シュガーバニーズのパティシエ占い（2008年10月7日〜2011年3月29日）
3種のスイーツの中から1つを選ぶ占いコーナー。
- 体操「みんなピース!」（2009年4月7日〜2011年3月29日）※この曲は、都市対抗野球大会で東京都代表のセガサミーを応援する為、その体操を披露しており、ステージには出演キャラクターとダンサー（セガサミーのチャンステーマ時には、下で見守っている）が登壇し、『セガサミー応援歌』ではセガのソニック・ザ・ヘッジホッグ、サミーのエイリやん、球団マスコットのセガサミー・ルーターズと競演し、登壇して振りをする。
- みんなでプレゼントpeace（プレゼントコーナー）
- 本家ばつ丸のたこやきアッチっち〜（2008年10月7日〜2011年3月29日、2010年9月28日までは元祖ばつ丸のたこやきアッチっち〜）
大ダコ入りのたこやきを当てるおみくじコーナー。
- エンディング「マジカル☆ツイスト」（2010年10月5日〜2011年3月29日）

### 2001年
- キティの●●できるかな？　2002年1月まで
- コロコロクリリンの大冒険　2001年5月まで
- ダニエルのキャラクター図鑑　2002年9月まで
- いちごの王様のお悩み相談室　2002年12月まで

### 2002年
- おさるのもんきち劇場　2004年まで
- サンリオキャラクター紹介　2005年まで
- サンリオニュース　キティ・マイメロディ・けろっぴ　2004年まで
- サンリオ各キャラのアニメーション　2003年まで

### 2006年
- ばつ丸博士の科学コーナー　2007年5月〜9月
- キティの3分クッキング　？年〜？年まで
- サンリオ特集（グッズ・新キャラクター紹介他）

## 出演
レギュラー出演者は加藤・真野以外全員サンリオピューロランド所属のダンサー。
| 期間                                                               | サンリオキャラクター                        | サンリオキャラクター | レギュラー                                          | レギュラー                              | 占い                 |
| 期間                                                               | サンリオキャラクター                        | サンリオキャラクター | アシスタント                                        | その他                                  | 占い                 |
| ------------------------------------------------------------------ | ------------------------------------------- | -------------------- | --------------------------------------------------- | --------------------------------------- | -------------------- |
| 1999年1月 - 1999年5月                                              | ハローキティ1 バッドばつ丸1 ダニエルスター2 | ポムポムプリン       | 加藤郁子（いく）1 金子知恵（ちえ） 内田奈麻（なお） | 片山耕（おにいさん）1                   | （コーナー自体なし） |
| 1999年6月 - 2000年3月                                              | ハローキティ1 バッドばつ丸1 ダニエルスター2 | ポムポムプリン       | 加藤郁子（いく）1 金子知恵（ちえ） 内田奈麻（なお） | （不在）                                | （コーナー自体なし） |
| 2000年4月 - 2002年3月                                              | ハローキティ1 バッドばつ丸1 ダニエルスター2 | ポムポムプリン       | 安福由美子（ユミ） 越智なおみ（ナオ）               | （不在）                                | コロコロクリリン     |
| 2002年4月 - 9月                                                    | ハローキティ1 バッドばつ丸1 ダニエルスター2 | ポムポムプリン       | 安福由美子（ユミ） 越智なおみ（ナオ）               | 秋間玲二（RYOJI）2 黒田絵里香（ERIKA）2 | ウサハナ             |
| 2002年10月 - 2003年3月                                             | ハローキティ1 バッドばつ丸1 ダニエルスター2 | ポムポムプリン       | 小川真智子（まっちー） 高野聡子（とっこ）           | 秋間玲二（RYOJI）2 黒田絵里香（ERIKA）2 | バッドつん子         |
| 2003年4月 - 2005年9月                                              | ハローキティ1 バッドばつ丸1 ダニエルスター2 | ポムポムプリン       | 小川真智子（まっちー） 高野聡子（とっこ）           | （不在）                                | ポップンベリー       |
| 2005年10月 - 2006年3月                                             | ハローキティ1 バッドばつ丸1 ダニエルスター2 | ポムポムプリン       | 松田京実（あーみん） 北山蘭（らん）                 | （不在）                                | ポップンベリー       |
| 2006年4月 - 12月                                                   | ハローキティ1 バッドばつ丸1 ダニエルスター2 | シナモロール         | 松田京実（あーみん） 北山蘭（らん）                 | （不在）                                | ポップンベリー       |
| 2007年1月 - 2008年9月                                              | ハローキティ1 バッドばつ丸1 ダニエルスター2 | シナモロール         | 松田京実（あーみん） 北山蘭（らん）                 | （不在）                                | シナモエンジェルス   |
| 2008年10月 - 2009年9月                                             | ハローキティ1 バッドばつ丸1 ダニエルスター2 | シナモロール         | 山田佳代（カヨ） 佐々木恵里（エリ）                 | （不在）                                | シュガーバニーズ     |
| 2009年10月 - 2010年9月                                             | ハローキティ1 バッドばつ丸1 ダニエルスター2 | シナモロール         | 山田佳代（カヨ） 佐々木恵里（エリ）                 | 真野恵里菜2                             | シュガーバニーズ     |
| 2010年10月 - 2011年3月                                             | ハローキティ1 バッドばつ丸1 ダニエルスター2 | シナモロール         | 美和彩香（あちゃか） 水越彩（あーや）               | （不在）                                | シュガーバニーズ     |
| - 1 ハローキティとバッドばつ丸から続投。 - 2 VTRのパートのみ出演。 |                                             |                      |                                                     |                                         |                      |

### その他
- マッスルフェアリー（カズ・ハヤシ）
- ギャルル
- 河村亜希栄（あき）・中山田浩子（ひろ）
  - 2003年から2007年までハーモニーランドの公開録画のみ出演していた。

### その他キャラクター
- キティのパパ・ママ　1998年〜2002年
- キティの友達・ミミィ　2003年8月〜2005年1月
- チャーミーキティ　2005年2月〜2006年
- シナモンの仲間たち
- サンリオ全キャラクター　1回目放送〜最終回まで

## 声の出演
- 林原めぐみ（ハローキティ）
- たかはしごう（ダニエル）
- 瀧本富士子（バッドばつ丸）
- 鈴木砂織→杉本沙織（ポムポムプリン）
- 坂本千夏（コロコロクリリン）
- 松尾佳子（けろっぴ）
- 山田ふしぎ（ペックル）
- 高木早苗（たあ坊）
- 田中真弓（ぽこぽん）
- 渡辺久美子（もんきち）
- かないみか（ポチャッコ）
- 椎名へきる（ウサハナ）
- 木村亜希子（ベリーナ）
- かかずゆみ（バニャニャン）
- 堀江由衣（メロリーナ）
- 鉄炮塚葉子（キキ）
- 白鳥由里（ララ）
- 川田妙子（シナモン）
- 大谷育江（つん子）
- 佐久間レイ（マイメロディ）
- 竹内順子（クロミ）

## 変遷

### 番組名
- 「サンリオアニメシアター」（1993年7月、8月）（サンリオ制作のテスト番組、30分枠、全2回）
- 「大好き!ハローキティ」（1993年10月 - 1994年3月）（半年間、全26回）
- 「あそぼう!ハローキティ」（1994年4月 - 9月）
- 「ハローキティとバッドばつ丸」（1994年10月 - 1998年12月）
- 「キティズパラダイス」（1999年1月5日 - 1999年9月28日）
- 「キティズパラダイスII」（1999年10月5日 - 2000年3月28日）
- 「キティズパラダイスGOLD」（2000年4月4日 - 2002年9月24日）
- 「キティズパラダイスFresh」（2002年10月1日 - 2005年9月27日）
- 「キティズパラダイスPLUS」（2005年10月4日 - 2008年9月30日）
- 「キティズパラダイスpeace」（2008年10月7日 - 2011年3月29日）[1]

このように、番組名は2〜3年おきに変更されている。放送（放映）キー局は全てテレビ東京である。

### アニメコーナー
- 『ハローキティ りんごの森のファンタジー』（2006年4月〜9月、隔週）
- 『ウサハナ 夢見るバレリーナ』（2006年10月〜12月）
- 『けろけろけろっぴ はすのうえタウン危機一髪!』（2006年10月〜12月）
- 『ハローキティ りんごの森のミステリー』（2007年1月〜3月）
- 『シュガーバニーズ』（2007年4月〜9月）
- 『ハローキティ りんごの森とパラレルタウン』（2007年10月〜2008年3月）
- 『シュガーバニーズ ショコラ!』（2008年4月〜9月）
- 『ぱんくんち』（2008年10月〜2009年3月、隔週）
  - 2008年にWEBアニメを配信したオリジナルアニメ。当枠においては「キティズパラダイス」では初。なお、声優は非公表。
- 『シュガーバニーズ フルール』（2009年4月〜9月）

ハローキティのアニメについてはハローキティ りんごの森シリーズを参照。
2009年10月以降アニメコーナーは設置されていない。

### VHS-DVD
- 『たのしくダンス!』
- 『Lets シング! Lets ダンス!』[注 4]
- 『ミラクルミルクの巻』
- 『おもいきりダンス』
- 『マーチング・ベジタブルズの巻』
- 『うたっておどってクリスマス』[注 5]
- 『ダンスがいっぱい!』
- 『おにぎりパラダイスの巻』[注 6]
- 『FUN☆FUN!! ダンス』
- 『フレ!フレ!ダンス』
- 『nakayoku!ダンス』[注 7]
- 『運動会でダンス!ダンス!』
- 『サンリオキャラクターとうたおう!たのしいどうよう』
- 『みんなでピース!キティパラダンス』
- 『マジカル☆ダンス』

## ネット局
| 放送地域名 | 放送局名               | 系列           | 放送曜日    | 放送時間      | 備考                                                           | 放送終了日    |
| ---------- | ---------------------- | -------------- | ----------- | ------------- | -------------------------------------------------------------- | ------------- |
| 関東広域圏 | テレビ東京             | テレビ東京系列 | 火曜        | 07:30 - 08:00 | 字幕放送                                                       | 2011年3月29日 |
| 愛知県     | テレビ愛知             | テレビ東京系列 | 火曜        | 07:30 - 08:00 | 15秒遅れ。                                                     | 2011年3月29日 |
| 大阪府     | テレビ大阪             | テレビ東京系列 | 火曜        | 07:30 - 08:00 | 字幕放送                                                       | 2011年3月29日 |
| 北海道     | テレビ北海道           | テレビ東京系列 | 火曜        | 07:30 - 08:00 | 2003年4月より 2003年3月まで日曜6:00 - 6:30。                   | 2011年3月29日 |
| 福岡県     | TVQ九州放送            | テレビ東京系列 | 木曜        | 07:30 - 08:00 | 九州版のみ                                                     | 2004年9月11日 |
| 青森県     | 青森朝日放送           | テレビ朝日系列 | 火曜        | 16:00 - 16:30 | 2001年-2003年まで日曜6:30 - 7:00。                             | 2005年2月頃   |
| 山形県     | 山形テレビ             | テレビ朝日系列 | 土曜        | 06:00 - 06:30 |                                                                | 2003年6月頃   |
| 大分県     | 大分朝日放送           | テレビ朝日系列 | 金曜        | 16:30 - 17:00 |                                                                | 2008年9月26日 |
| 岩手県     | テレビ岩手             | 日本テレビ系列 | 火曜        | 16:25 - 16:55 |                                                                | 2002年12月頃  |
| 日本全国   | キッズステーション     | 衛星放送       | 月曜 - 木曜 | 10:00 - 10:30 | 2004年3月まで 2004年10月6日-2005年4月13日 2008年10月-2012年8月 | 2012年8月頃   |
| 日本全国   | 第一興商スターカラオケ | 衛星放送       | 土曜        | 09:00 - 09:30 | 2003年4月-2008年9月 2007年から隔週土曜日放送                   | 2008年9月27日 |
| 日本全国   | アニマックス           | 衛星放送       | 日曜        | 07:00 - 07:30 | 2005年12月-2008年12月                                          | 2008年12月7日 |

### 備考
- 大分県では、年2回ハーモニーランドで公開録画が行われ、それ以外はサンリオピューロランドで公開収録されていた。以前はテレビ大分（TOS）で放送されていた[注 9]。
- テレビせとうちは他のディレイネット番組を放送していたため、放送されなかった（『ファンファンキティ!』は同時ネットで放送していた）。
- CSではキッズステーションで毎週月曜〜水曜10時30分から放送された（前番組『ハローキティとバッドばつ丸』時代からの放送）。
- キッズステーションでの休止期間中はCSアニマックスとスターカラオケで放送されていた。

## スタッフ
- スーパーバイザー：辻信太郎
- 企画：佐藤 誠（サンリオエンターテイメント）、辻 邦彦（サンリオ）
- 音楽：片山耕、竹田えり、高橋 剛
- 振付：渡辺美津子、新海絵理子
- 占い監修：アストロ・マリーヌ
- カメラ：中島正規、牛崎織奈
- 音響：佐藤耕平、中村英司、藤原裕生
- 照明：田中 元、舘内 悟、岩見 貞
- フードコーディネーター：浜本千恵
- OFFLINE編集：勝呂康英
- 編集：中村仁志
- MA：森岡浩人
- 美術デザイン：谷口 明、古川新佐、服部 学、龍澤望美
- メイク：小熊清美、村田真衣、高草木 剛（Vanites）
- スタイリスト：三浦一樹（衣裳屋）
- 演出補：川井亜弥、浅川寛子、前川麻紀、山崎敏子、川崎克明
- スケジュール：勝又美保子、佐藤祐美子、中野由美子、鈴木未来
- ホームページ担当：皆川慶子
- 技術協力：IMAGICA
- 衣装協力：タブリエ
- 美術協力：BIGAKU SEA、劇団小さいお城
- 製作協力：サンリオエンターテイメント（旧サンリオピューロランド）、旭プロダクション、A・Tコミュニケーションズ、クロフネプロダクト、浅野八郎事務所、株式会社愛光、あすなろ舎
- 番組協力：渡部佐智子
- 番組担当：村松沙也子
- 演出：坂本春彦（サンリオエンターテイメント）
- プロデューサー：斉藤雄樹、野村高章
- 制作著作：サンリオ

また、カミナリの石田たくみがADとして働いていた。

## 音楽

### オープニングテーマ
「キティズパラダイス」（1999年1月 - 2001年3月）
歌：いく&なお / 作詞：楠本さちこ / 作曲：竹田えり
歌の最後、キティが「ハーイ！」と挨拶する。
「みらいへの宝箱」（2001年4月3日 - 2002年3月26日）
歌：キティパラオールスターズ / 作詞：楠本さちこ / 作曲・編曲：竹田えり
「恋しちゃいなタウン」（2002年4月2日～2005年3月）
歌：キティ&ダニエル / 作詞：佐々木美和 / 作曲：大島こうすけ
「みんな nakayoku!」（2005年4月 - 2006年3月）
歌：ハローキティ、ハローミミィ、ディアダニエル / 作詞：楠本さちこ / 作曲：高橋剛 / 編曲：岩橋星実
「プラスで行こう！」（2006年4月 - 2007年9月）
歌：ハローキティ（林原めぐみ） / 作詞：楠本さちこ / 作曲：高橋剛
「はじまるものがたり」（2007年10月 - 2008年9月）
歌：キティパラオールスターズ
「あたらしいいちにち」（2008年10月7日 - 2011年3月29日）
歌：キティ、ばつ丸、シナモロール、しろうさ、くろうさ / 作詞：楠本さちこ / 作曲：高橋剛

### エンディングテーマ
「DAN!DAN!DAN!」
歌：いく&なお / 作詞・作曲：片山耕
「コロコロクリリンの大すきがいっぱい」（?年 - 2001年3月）
歌：クリリン / 作詞：伊藤康二 / 作曲：片山耕
「ときめきの朝」（2001年4月3日 - 2002年3月26日）
歌：ハローキティ / 作詞：永井寛孝 / 作曲・編曲：高橋剛
「炎のダイエッちゅー」（2002年4月2日 - 9月）
歌：クリリン、サクラ / 作詞：佐々木美和 / 作曲：多々納好夫
「マジックマーチ」（2002年10月1日 - 2003年）
歌：まっちー&とっこ / 作詞：? / 作曲：?
「ま・た・ね」（2003年10月7日 - 2006年3月）
歌：まっちー&とっこ / 作詞：楠本さちこ / 作曲：高橋剛
「水玉のさんぽみち」（2006年4月 - 2007年3月?、2008年1月 - 2008年9月）
歌：あーみん&らん / 作詞：楠本さちこ / 作曲：高橋剛
「Boom Boom めっちゃマッチョ!」（2007年4月? - 9月）
歌：ギャルル / 作詞・作曲：つんく
「Together」（2007年10月 - 12月）
歌：東方神起 / 作詞：H.U.B. / 作曲：原広明 / 編曲：AKIRA
「シナモン the movie」公開記念による特別エンディング。
「心のタイムカプセル」（2008年10月 - 2009年9月）
歌：カヨ&エリ / 作詞：楠本さちこ / 作曲：高橋剛
「この胸のときめきを」（2009年10月6日 - 10月27日）
歌：真野恵里菜 / 作詞：三浦徳子 / 作曲：畠山俊昭
「Love&Peace=パラダイス」（2009年11月3日 - 2010年3月）
歌：真野恵里菜feat.ハローキティ/作詞：三浦徳子/作曲：経塚泰誠
「パクパク・おフレンズ」（2010年4月6日 - 2010年9月）
歌：キティ、シナモン、ばつ丸、カヨ、エリ、真野恵里菜 / 作詞：楠本さちこ / 作曲：高橋剛
「マジカル☆ツイスト」（2010年10月5日 - 2011年3月29日）
歌：キティ、ルビー、ガーネット、サファイア、ラブラ、松野有里巳、内田奈麻 / 作詞：? / 作曲：たかはしごう